# Eumenes bequaerti
Eumenes bequaerti (лат.) — вид одиночных ос рода Eumenes из семейства Vespidae.

## Распространение
США.

## Описание
Желтовато-чёрные осы с тонким длинным стебельком брюшка (петиоль). Длина тела около 1 см. От близких видов отличается желтоватым клипеусом (он почти чёрный у Eumenes smithii) и редкой пунктировкой первого тергита брюшка (плотная пунктировка у Eumenes americanus). Голени средней пары ног с одной шпорой. Пронотальные кили развиты вдоль всей длины. Эпикнемальный шов отсутствует. Вторая субмаргинальная ячейка переднего крыла сидячая. Вид был описан под названием Eumenes brunneus Isely, 1917, которое оказалось уже преоккупировано именем Eumenes brunnea Spinola, 1851 и поэтому позднее было заменено на нынешнее Eumenes bequaerti.